# Anolis medemi
Espèce
Synonymes
- Norops medemi (Ayala & Williams, 1988)

Anolis medemi est une espèce de sauriens de la famille des Dactyloidae. 

## Répartition
Cette espèce est endémique de l'île Gorgona dans le département de Cauca en Colombie.

## Étymologie
Cette espèce est nommée en l'honneur de Federico Medem.

## Publication originale
- Ayala & Williams, 1988 : New or problematic Anolis from Colombia. VI. Two fuscoauratoid anoles from the Pacific lowlands, A. maculiventris Boulenger, 1898 and A. medemi, a new species from Gorgona Island. Breviora, no 490, p. 1-16 (texte intégral).